# Porona balteata
Porona balteata là một loài bướm đêm trong họ Geometridae.